# Sant Martí de les Escaules
Sant Martí de les Escaules és una església del municipi de Boadella i les Escaules (Alt Empordà) inclosa en l'Inventari del Patrimoni Arquitectònic de Catalunya.

## Descripció
Situat a la banda de llevant del nucli urbà de la població de les Escaules, la qual forma part del municipi de Boadella.
Església d'una sola nau amb capçalera poligonal orientada al nord. La nau està coberta amb una volta de canó decorada amb llunetes i dividida per arcs torals sostinguts damunt d'una cornisa motllurada que recorre l'interior del temple. L'absis està cobert amb una volta semiesfèrica d'arestes i llunetes, sense cap mena de separació amb la nau. Els murs laterals presenten fornícules a manera de capelles, tot i que no es marquen en planta, i estan cobertes amb petites voltes de canó. Als peus del temple hi ha el cor, sostingut per una volta rebaixada recolzada als murs laterals. La principal, orientada a migdia, presenta un portal d'accés rectangular emmarcat amb carreus regulars de pedra i la llinda plana gravada amb la data del 1785 al centre. Damunt seu hi ha una petita fornícula apetxinada amb la imatge del sant patró a l'interior. A la part superior de la façana hi ha una obertura circular a manera de rosetó i un rellotge de sol situat sota l'eix carener de la teulada. El campanar està situat a l'angle sud-oest del parament. Presenta el basament de planta quadrada i el cos superior octogonal, dividit en dos trams diferenciats per una cornisa de pedra. El cos superior presenta quatre obertures d'arc apuntat i està rematat per una balustrada. L'interior del temple està profusament decorat. Destaca el retaule de l'altar principal i les pintures murals que l'acompanyen.
Exteriorment, l'edifici està bastit amb pedra de diverses mides i fragments de maons, lligats amb abundant morter de calç.

## Història
Per parlar de l'actual església cal fer esment de l'antic monestir de sant Martí de les Escaules, ja que representa el seu origen.
Hi ha constància de què aquest monestir ja existia entre els anys 814 i 840en temps de Lluís el Pietós. Es creu que va ser fundat entre els anys 820 i 825 per Adulf, el seu primer abat conegut. És possible que l'origen d'aquest monestir fos una antiga fundació visigoda anterior o, fins i tot anterior, d'època romana.
Es conserva un document datat en el 844 on consten totes les propietats del monestir.
Apareix citada per primer cop a una butlla papal de Silvestre II en favor de la Seu de Girona el 1002 com a pertanyent al comtat de Besalú, "Sancati Martini, ecclesia que est in locum quem dicunt Calidas, in comitatu Bisuldunense".
En les Rationes Decimarum dels anys 1279 i 1280, on figuren les esglésies amb rendes pròpies que eren obligades a contribuir al sosteniment de les croades, apareix com a ecclesia de ipsis Calidis i consta com a parròquia als nomenclàtors del segle xiv.
Actualment no queden restes de l'antiga església vella de Sant Martí de les Escaules, ja que va ser enderrocada als anys 20 del segle XX
L'actual església de Sant Martí de les Escaules va ser construïda al segle xviii tal com queda mostrat a la llinda de la portalada de la façana de migdia (1785), substituint l'antiga església medieval. Sembla que va ser construïda pels veïns de les Escaules i rodalia animats pel rector a realitzar els treballs com a acte d'expiació.